# Uplink (gra komputerowa)
Uplink – gra komputerowa angielskiego wydawcy Introversion Software, w której gracz pełni rolę tajnego agenta/hakera pracującego dla dużych, międzynarodowych korporacji. Gra została wydana w Polsce kilka lat po premierze na świecie, dostępna jest także w internetowym systemie Steam.
W grze możliwe jest łamanie zabezpieczeń konkurencyjnych firm, włamywanie się do ich systemów, wykradanie tajemnic przemysłowych, sabotowanie pracy oraz szantażowanie i zastraszenie ich pracowników. Za każde poprawnie wykonane zlecenie, gracz dostaje pewną sumę pieniędzy, które może przeznaczyć na rozbudowę sprzętu komputerowego dostępnego w trakcie rozgrywki i zakup nowego oprogramowania. Każdy nowy gadżet zwiększa skuteczność i możliwości w grze, a to z kolei podnosi reputację w branży i tym samym wynagrodzenie za zlecenie.
W grze dostępnych jest wiele lokalizacji, do komputerów których można się włamać. Gracz ma także możliwość ingerowania w transfery bankowe, modyfikowania akt ludzi w bazie komputerów policyjnych oraz tworzenia wirusów komputerowych.